# Charles FitzRoy (10. książę Grafton)
Charles Alfred Euston FitzRoy (4 czerwca 1892–1970), syn lorda Charlesa Edwarda FitzRoya (najmłodszego syna 7. księcia Grafton i Ismay FitzRoy, córki 3. barona Southampton. Tytuł książęcy odziedziczył w 1936 r. po śmierci ostatniego męskiego przedstawiciela głównej linii rodu FitzRoy'ów, Johna.
24 stycznia 1918 r. lady Doreen Marię Josephę Sydney Buxton (29 listopada 1897 - 28 lipca 1923), córkę Sydneya Buxtona, 1. hrabiego Buxton, i Mildred Anne Smith, córki Hugh Colina Smitha. Charles i Doreen mieli razem dwóch synów i córkę:
- Hugh Dennis Charles FitzRoy (ur. 3 kwietnia 1919), 11. książę Grafton
- Anne Mildred Ismay FitzRoy (ur. 7 sierpnia 1920), żona majora Colina Mackenzie, ma dzieci
- Charles Oliver Edward FitzRoy (13 lipca 1923 - sierpień 1944)

6 października 1924 r. poślubił Lucy Eleanor Barnes (zm. 11 września 1943), córkę sir George'a Barnesa. Charles i Lucy mieli razem dwóch synów:
- Edward Anthony Charles FitzRoy (ur. 26 sierpnia 1928), ożenił się z Veronicą Ruttledge, ma dzieci
- Michael Charles FitzRoy (18 marca 1932 - 15 lipca 1954), zaginął na Wyspach Salomona, prawdopodobnie utonął

18 lipca 1944 r. poślubił Ritę Emily Carr-Ellison (zm. 1970), córkę Johna Carr-Ellisona. Małżeństwo to nie doczekało się potomstwa.